# Kenderesi Tibor
Kenderesi Tibor (Újvidék, 1920. május 15. – Budapest, 2011. szeptember 25.) Gobbi Hilda-díjas magyar színész.

## Életpályája
Már 1938-ban felvették a Színiakadémiára, de a háború következtében félbe kellett szakítania tanulmányait. Katonaság, front, hadifogság, majd néhány éves polgári foglalkozás után 1951-ben kezdett újra játszani a Szegedi Nemzeti Színházban. Utána a budapesti Nemzeti Színház stúdiójában mélyítette el tudását négy éven át, olyan kiváló színházi szaktekintélyek vezetése alatt, mint Gellért Endre és Major Tamás.
1953-ban kapott színészi diplomát a Színművészeti Főiskolán. 1955-től az egri Gárdonyi Géza Színház szerződtette. 1958-tól az Állami Déryné Színház, 1960-tól a Pécsi Nemzeti Színház társulatához tartozott. 1962-től a Veszprémi Petőfi Színház, 1981–2011 között a Vígszínház tagja volt, vendégművészként fellépett az Evangélium Színházban és a Karinthy Színházban is.
Fontosabb szerepei: Malvolio (Shakespeare: Vízkereszt, vagy amit akartok), Tiborc (Katona József: Bánk bán).

## Fontosabb színpadi szerepei
- William Shakespeare: A makrancos hölgy... Baptista, gazdag páduai úr
- William Shakespeare: Tévedések vígjátéka... Aegeon, syracusai kereskedő
- William Shakespeare: Sok hűhó semmiért... Leonato, Messina kormányzója
- William Shakespeare: Ahogy tetszik... Ádám, Olivér inasa
- William Shakespeare: Lóvátett lovagok... Holofernes, iskolamester
- William Shakespeare: Hamlet... Színészkirály; Francisco
- William Shakespeare: Othello... Brabantio, tanácstag
- William Shakespeare: Lear király... Aggastyán, Gloucester haszonbérlője
- William Shakespeare: Harmadik Richárd... Yorki érsek
- William Shakespeare: Rómeó és Júlia... Patikárius
- William Shakespeare: Vízkereszt, vagy amit akartok... Malvolio
- William Shakespeare: Szentivánéji álom... Theseus, Athén ura; Ösztövér, szabó
- Alekszandr Szergejevics Puskin: Borisz Godunov... Hárman a népből; Mnyisek
- Anton Pavlovics Csehov: Ivanov... Gavrilla, Lebegyevék lakája
- Fjodor Mihajlovics Dosztojevszkij: Bűn és bűnhődés... Achilles
- Nyikolaj Vasziljevics Gogol: A revizor... Fjodor Andrejevics Ljuljukov, nyugalmazott hivatalnok
- Lev Nyikolajevics Tolsztoj: Feltámadás... Ignatyij Nyikiforovics Ragozsinszkij
- Lev Nyikolajevics Tolsztoj: Háború és béke... Az öreg herceg, Andrej apja
- Makszim Gorkij: Szomov és a többiek... GPU-tiszt
- Edmond Rostand: Cyrano... Egy kapucinus barát
- Friedrich Schiller: Don Carlos... Lerma gróf
- Carlo Goldoni: Mindenki jegyben jár avagy a chioggiai csetepaté... Fortunato, halászmester
- Mario Vargas Llosa: Pantaleón és a hölgyvendégek... Augusto Valdés, ezredes
- Tennessee Williams: Orfeusz alászáll... Jabe Torrance
- Tennessee Williams: Az ifjúság édes madara... Közbeszóló
- George Bernard Shaw: Tanner John házassága (Ember és felsőbbrendű ember)... Roebuck Ramsden
- George Bernard Shaw: Szent Johanna... A rheimsi érsek
- George Bernard Shaw: Bolondok háza... Mr. Mazzini Dunn
- George Bernard Shaw: Az ördög cimborája... Anderson, lelkész
- Friedrich Dürrenmatt: Meteor... Schafroth, rendőrfelügyelő
- Victor Hugo: A királyasszony lovagja... Del Basto márki
- Arthur Schnitzler: A Bernhardi-ügy... Dr. Tugendvetter, a bőrgyógyászat professzora
- Jaroslav Hašek: Svejk, a derék katona... Krausz, rendőrbíró, majd ezredes
- Joseph Kesselring: Arzén és levendula... Mr. Witherspoon
- Giulio Scarnacci - Renzo Tarabusi: Kaviár és lencse... Nagyapó, rokkant öreg
- Renato Relli: Az éjszaka útjain... Valerio
- Ranko Marinković: Glória... Püspök
- Thornton Wilder: A mi kis városunk... Sam Craig
- William Somerset Maugham: Imádok férjhez menni... Mr. Paton
- Aleksander Fredro: Hölgyek és huszárok... Kapitány, szabadságos huszártiszt
- Lillian Hellman:  Álarc nélkül... Horace Giddens, Olivia férje
- Szamuil Aljosin: Örökké... Dronov, akadémikus
- Visnyevszkij, Vszevolod Vitaljevics: Optimista tragédia... Öreg tengerész
- Siegfried Geyer: Gyertyafénykeringő... A férj
- Szigligeti Ede: A mama... Ákos, Cili férje
- Katona József: Bánk bán... Tiborc; Biberach
- Madách Imre: Mózes... Káleb
- Madách Imre: Csak tréfa... Gróf Andaházy
- Petőfi Sándor - Simon István: A helység kalapácsa... Bagarja
- Mikszáth Kálmán: A Noszty fiú esete Tóth Marival... Stromm ezredes
- Bródy Sándor: A tanítónő... Bérlő
- Molnár Ferenc: A testőr... A kritikus
- Molnár Ferenc: A hattyú... Wunderlich ezredes
- Heltai Jenő: A néma levente... Galeotto Marzio krónikás
- Móricz Zsigmond: Kerek Ferkó... Kotzogh polgármester
- Móricz Zsigmond: Nem élhetek muzsikaszó nélkül... Lajos bácsi
- Illyés Gyula: Tűvé-tevők... Gazda
- Illyés Gyula: Fáklyaláng... Aulich Lajos, tábornok
- Illyés Gyula: Az ozorai példa... IV. Tiszt
- Illyés Gyula: Az ünnepelt... Szőcs bácsi
- Fejes Endre: Vonó Ignác... Del Pietro Antal, tanácsos úr
- Lengyel József: Újra a kezdet... Pokorny Anton
- Lengyel Menyhért - Görgey Gábor: Sancho Panza királysága... Herceg
- Tamási Áron: Vitéz lélek... Ambrus; Nikita
- Tamási Áron: Hullámzó vőlegény.... Bagi, jómódú gazda
- Nagy Ignác: Tisztújítás... Doktor Langyos, főorvos
- Szerb Antal: Ex - királyi szélhámosság... Mr. Compton; Ribeira, összeesküvő; Gervaisis márki
- Déry Tibor: Talpsimogató... Tisztes Pál
- Dobozy Imre: A tizedes, meg a többiek... Krasznavölgyi főhadnagy; Erdész
- Németh László: Nagy család (I-II. rész)... Gara
- Németh László: Bethlen Kata... Nádudvari Péter, prédikátor
- Németh László: Mathiász-panzió... Valentin
- Németh László: Apáczai... Keresztury Pál
- Sarkadi Imre: Kőmíves Kelemen... Vándor
- Sarkadi Imre: Ház a város mellett... Gerzson, vak művész
- Háy Gyula: Az élet hídja... Szöllösi, munkás
- Háy Gyula: Erő... Sovány
- Csurka István: Vizsgák és fegyelmik... Sornyitó Jenő, egy ördöngös zsűrielnök
- Csurka István: Eredeti helyszín... Házigazda
- Spiró György: Dobardan... A menekülttábor lakója
- Szakonyi Károly: Adáshiba... Szűcs
- Karinthy Ferenc: Házszentelő... Hollán Menyhért
- Karinty Ferenc: Hetvenes évek... Feketics
- Tabi László: Családi dráma... Boró Mihály, színigazgató
- Tabi László: Enyhítő körülmény... Szikora Géza, Klára férje
- Tabi László: A kalóz... Korpás Gusztáv, a helyettese
- Gáspár Margit: Embert enni tilos... Azur
- Gáspár Margit: Az állam én vagyok... Von Rochow, miniszter
- Gáspár Margit: Ha elmondod, letagadom... Pécsi
- Száraz György: Száraz György... Szuhotyin, Tatyána férje
- Száraz György: Víztükör... Szarka János, községi tanácselnök
- Száraz György: Királycsel... Cillei, főúr lesen
- Thurzó Gábor: Az ürügy... Pavlik
- Mesterházi Lajos: Pesti emberek... Férj
- Gyárfás Miklós: A hosszú élet titka... Báró
- Gyárfás Miklós: Hatszáz új lakás... Kercsmár
- Gyárfás Miklós: Lángeszű szerelmesek... Oktáviusz János, anyakönyvvezető
- Földes Mihály: Két évi mátkaság... Szomjas
- Székely János: Vak Béla király... Lampért
- Polgár András: Egy király a Népszínház utcában... Vágó Sándor
- Szinetár György: Új mesék az írógépről... Honti György
- Kocsis István: A nagy játékos... Kapitány
- Kovách Aladár: Téli zsoltár... Az öreg Keresztúri
- Rácz György: Ólommérgezés... Wagner Frigyes
- Dévényi Róbert: Vidékiek... Vaád Géza, gimnáziumi igazgató
- Eisemann Mihály - Egri-Halász Imre - Békeffi István: Egy csók és más semmi... II. Bíró
- Eisemann Mihály - Zágon István - Somogyi Gyula: Fekete Péter... Fleuron, nyugalmazott altábornagy
- Kálmán Imre: Csárdáskirálynő... Ferdinánd főherceg
- Lehár Ferenc: A mosoly országa... Csang
- Kacsóh Pongrác: János vitéz... Falu csősze
- Hervé: Nebáncsvirág... Katona
- David Eldridge: Az ünnep... Nagyapa

## Filmjei

### Játékfilmek
- Vihar (1951)
- Patyolat akció (1965) – Főtörzsőrmester
- A szerelem határai (1973) – Szikora
- Egy kis hely a nap alatt (1973) – Kruz, T fiatalkori barátja
- Az idők kezdetén (1975)
- Úgy értettem, hogy vonat (1975, rövid játékfilm)
- Kísértet Lublón (1976) – Fajor János, pincemester
- Fekete gyémántok 1-2. (1976) – Pali bácsi
- Mese habbal (1979) – Orvos
- Cserepek (1980)
- Dögkeselyű (1982) – Számlát kérő utas
- Tegnapelőtt (1982) – Comrade János
- Viadukt (1982) – Idős utas az Orient expresszen
- Hosszú vágta (1984) – Varju
- Eszterlánc (1985) – Nagyapa
- A tanítványok (1985)
- Tüske a köröm alatt (1987) – Bodza
- Küldetés Evianba (1988) – Hotelportás
- Titánia, Titánia, avagy a dublőrök éjszakája 1-2. (1988)
- Music Box (1989) – Horváth Pál (1999-es magyar szinkron)
- Priváthorvát és Wolframbarát (1993)
- Vigyázók (1993)
- Élek és szeretlek benneteket (1998) (Je suis vivante et je vous aime) – Milan
- Szomorú vasárnap (Gloomy Sunday – Ein Lied von Liebe und Tod) (1999) – Tajtelbaum professzor (1999-es magyar szinkron)
- Júliusban (Im Juli) (2000) – Opa (2005-ös magyar szinkron)
- Vírusbosszú (Contaminated Man) (2000) – Szállodás (2003-as magyar szinkron)
- A szalmabábuk lázadása (2001) – A király (hang)
- Kémjátszma (Spy Game) (2001) – Öregember az ablakban (2002-es magyar szinkron)
- Sacra Corona (2001) – Archbishop Koppány
- Kanyaron túl (2002) – Plébános
- The Baroness and the Pig (2002) – Dr. Blanchard

### Tévéfilmek, televíziós sorozatok
- Egy óra múlva itt vagyok… (1971) – Keracs bátyja, kocsmáros (7. részben)
- Kínai kancsó (1974)
- Nincs többé férfi (1974) – Papa
- A feladat (1975)
- Csillagok változásai (1975) – Vári
- Hosszú utazás (1975)
- Keresztút (1975) – Sommer
- Sztrogoff Mihály (1975) – Fedor (2 részben) (1977-es magyar szinkron)
- Gyémántok (1976)
- Hátország (1976)
- Kántor 1-5. (1976) – Zalai (4. részben)
- Lincoln Ábrahám álmai (1976)
- A szerelem bolondjai (1977)
- A tanítvány (1977) – Ferenc inas
- Megtörtént bűnügyek  6-8. (1977) – Horák Antal
- Napforduló (1977)[3]
- Nyúlkenyér (1977)
- Látástól vakulásig (1978)
- A dicsekvő varga (1979) – Az öreg
- Idegenek (1979)
- Rablók (1980)
- Fekete rózsa (1981)
- A szürke eminenciás (1981)
- Mese az ágrólszakadt Igricről (1981) – Őrségparancsnok
- Rest Miska (1981) – Törvénykönyv
- Utolsó alkalom (1981) – Bandi bácsi, rendőrfőnök
- A tenger 1-6. (1982)
- Appassionata (1982)
- Irány Caracas (1982) – Bodonyi
- Liszt Ferenc (1982) – Cherubini (2. részben)
- Mint oldott kéve (1983) – Raktáros (6. részben)
- Mentsük meg Bundert Boglárkától (1984) – Portás
- Örökkön örökké 1-3. (1984)
- A hét varázsdoboz (1985) – Bernát apó
- A tanítónő (1985) – Tej tolvaj (6. részben)
- Farkasok és bárányok (1985)[4]
- Magyar karrier (1985)
- A falu jegyzője 1-4. (1986)
- A fantasztikus nagynéni 1-2. (1986)
- Bujdosó András számonkérése (1986)
- Bánk bán (1987)
- Nyolc évszak 1-8. (1987)
- Volt egyszer egy úrlovas (1988)
- A Freytág testvérek (1989)
- Erdély aranykora 1-3. (1989)
- Szomszédok (1989-1994) – Kovács igazgató (4 részben); Dezső bácsi (195. részben)
- A Biblia (1990)
- Családi kör (1990) (49. részben)
- Josephine Baker élete (1991) – Lelkész
- Pénzt, de sokat! (1991)
- Frici, a vállalkozó szellem (1992) – Halápi TSZ-elnök
- Kutyakomédiák (1992) – Patikus
- Erdélyi dekameron (1995) – Körtvélyessy Domokos
- Família Kft. V. (1995) – Rudi
- Patika (1995) – Az öregember
- Raszputyin (Rasputin) (1996) – Főpincér (1997-es magyar szinkron)
- Kisváros (1995-1998)
- A Szórád-ház (1997)
- Szekszárdi mise (2001) – Liszt Ferenc
- Ötvenéves találkozó (2002) – Jeney úr
- A Pál utcai fiúk (I Ragazzi della via Pál) (2003) – Anton, a szolga (2004-es magyar szinkron)

### Animációs filmek
- Mátyás, az igazságos (1985) – Öregember (+ Mádi Szabó Gábor, Haraszin Tibor) (hang)
- Vizipók-csodapók III. (1985) – Kaszás doktor (hang)
- Ének a csodaszarvasról (2001) – (hang)

## Szinkronszerepei

### Filmek
| Év   | Cím                                                                                       | Szereplő                              | Színész                  | Szinkron év |
| ---- | ----------------------------------------------------------------------------------------- | ------------------------------------- | ------------------------ | ----------- |
| ?    | Merész elhatározás                                                                        | Georg Schweiger                       | Rudolf Schündler         | 1983        |
| 1930 | A gyilkos                                                                                 | Esküdtszék első tagja                 | N/A                      | 1999        |
| 1931 | Mata Hari                                                                                 | Börtönőr                              | Edmund Breese            | 1991        |
| 1934 | Színes fátyol                                                                             | Dr. Simons                            | Herbert Farjeon          | 1974        |
| 1936 | Ahogy tetszik (2. magyar szinkron)                                                        | Adam                                  | J. Fisher White          | 1994        |
| 1939 | A kis hercegnő (1. magyar szinkron)                                                       | Lord Wickham                          | Miles Mander             | 1994        |
| 1939 | A kormány tagja (2. magyar szinkron)                                                      | Fedot Petrovics Kricosejev            | Ivan Nazarov             | 1974        |
| 1939 | Aranykulcsocska (3. magyar szinkron)                                                      | Ószeres                               | N/A                      | 1986        |
| 1939 | Jamaica fogadó (1. magyar szinkron)                                                       | Szentfazék Watkins                    | Wylie Watson             | 1992        |
| 1940 | A bagdadi tolvaj                                                                          | Csillagjós                            | Hay Petrie               | 1980        |
| 1940 | Éjszakai vonat Münchenbe                                                                  | N/A                                   | N/A                      | 1993        |
| 1940 | Érik a gyümölcs                                                                           | Joad papa                             | Russell Simpson          | 1980        |
| 1941 | Aranypolgár (1. magyar szinkron)                                                          | N/A                                   | N/A                      | 1981        |
| 1941 | Az utca embere (1. magyar szinkron)                                                       | Sourpuss Smithers                     | J. Farrell MacDonald     | 1994        |
| 1942 | Tarzan 06.: Tarzan New Yorkban (2. magyar szinkron)                                       | Manchester Montford                   | Chill Wills              | 2001        |
| 1943 | Lassie hazatér (1. és 2. magyar szinkron)                                                 | Dan                                   | Ben Webster              | 1993        |
| 1943 | Lassie hazatér (1. és 2. magyar szinkron)                                                 | Dan                                   | Ben Webster              | 2001        |
| 1944 | A gyermekek figyelnek bennünket                                                           | Idős férfi a közgyűlésen              | N/A                      | 1997        |
| 1946 | Az élet csodaszép (1. magyar szinkron)                                                    | Carter, bankrevizor                   | Charles Halton           | 1985        |
| 1947 | A Paradine-ügy (2. magyar szinkron)                                                       | Lakin                                 | John Goldsworthy         | 1997        |
| 1947 | Békében élni                                                                              | Nagyapa                               | Ernesto Almirante        | 2000        |
| 1947 | Kedélyes társbérlet                                                                       | Nagyapa                               | Jindrich Plachta         | 1983        |
| 1948 | A kétfejű sas                                                                             | Felix de Willenstein                  | Jean Debucourt           | 1994        |
| 1948 | A Sierra Madre kincse                                                                     | Rendőrfelügyelő                       | N/A                      | 1981        |
| 1948 | Németország nulla év                                                                      | N/A                                   | N/A                      | 1991        |
| 1948 | Piros cipellők                                                                            | Sergei Ratov                          | Albert Bassermann        | 1997        |
| 1948 | Twist Olivér                                                                              | Mr. Grimwig                           | Frederick Lloyd          | 1998        |
| 1949 | Férfi az Eiffel tornyon                                                                   | Grollet professzor                    | Wilfrid Hyde-White       | 1994        |
| 1949 | Kisasszonyok                                                                              | Mr. Laurence                          | C. Aubrey Smith          | 1997        |
| 1950 | A kincses sziget (1. magyar szinkron)                                                     | Ben Gunn                              | Geoffrey Wilkinson       | 1993        |
| 1950 | Bátor emberek (2. magyar szinkron)                                                        | N/A                                   | N/A                      | 1965        |
| 1950 | Kutyaélet                                                                                 | A társulat karmestere és zongoristája | N/A                      | 1989        |
| 1951 | A bosszú völgye (2. magyar szinkron)                                                      | Dr. Irwin                             | Paul E. Burns            | 1994        |
| 1951 | Egy falusi plébános naplója                                                               | N/A                                   | N/A                      | 1992        |
| 1951 | Idegenek a vonaton                                                                        | Campbell főhadnagy                    | Edward Hearn             | 1982        |
| 1951 | Oké, Néró                                                                                 | Seneca, a filozófus                   | Mario Siletti            | 1991        |
| 1951 | Quo Vadis?                                                                                | Plautius                              | Felix Aylmer             | 1994        |
| 1951 | Szépnek áll a világ                                                                       | N/A                                   | N/A                      | 1992        |
| 1952 | Bunbury                                                                                   | Kalauz                                | Ivor Barnard             | 2003        |
| 1952 | Pat és Mike                                                                               | Harry MacWade                         | Owen McGiveney           | 1996        |
| 1953 | A kis Muck története (2. magyar szinkron)                                                 | Öreg Muck                             | Johannes Maus            | 1978        |
| 1953 | A palást (2. magyar szinkron)                                                             | Tiberius császár                      | Ernest Thesiger          | 2002        |
| 1953 | Az urak a szőkéket szeretik                                                               | A Chez Louis főpincére                | Alphonse Martell         | 1990        |
| 1953 | Kard és rózsa                                                                             | Wolsey bíboros                        | D. A. Clarke-Smith       | 1996        |
| 1953 | Meggyónom (1. magyar szinkron)                                                            | Férfi a bírósági tárgyaláson          | N/A                      | 1984        |
| 1953 | Most és mindörökké                                                                        | N/A                                   | N/A                      | 1987        |
| 1953 | Túl a korallzátonyon                                                                      | Árverésvezető a kikötőben             | John George Gladakis     | 1995        |
| 1954 | Cadet Rousselle kalandjai                                                                 | N/A                                   | N/A                      | 1999        |
| 1954 | Némó kapitány                                                                             | Jegyeladó                             | Harry Harvey             | 1992        |
| 1954 | Párizs levegője (2. magyar szinkron)                                                      | N/A                                   | N/A                      | 1997        |
| 1954 | Viktória – Egy királynő leánykora                                                         | Miniszter #2                          | N/A                      | 1993        |
| 1955 | A késleltetett bosszú                                                                     | Tom Cassidy                           | Eddy Waller              | 1990        |
| 1955 | A világ legszebb asszonya                                                                 | N/A                                   | N/A                      | 1980        |
| 1955 | Az utolsó emberig                                                                         | N/A                                   | N/A                      | 1995        |
| 1955 | Haragban a világgal                                                                       | N/A                                   | N/A                      | 1994        |
| 1955 | Légből kapott zenekar                                                                     | TSZ elnök                             | Jaroslav Vojta           | 1983        |
| 1955 | Rossz nap Black Rocknál                                                                   | Velie doktor                          | Walter Brennan           | 1995        |
| 1955 | Sissi 1.: Sissi, a magyarok királynéja                                                    | Grünne gróf                           | Karl Fochler             | 1991        |
| 1955 | Udvari bolond (2. magyar szinkron)                                                        | Érsek                                 | Richard Kean             | 1990        |
| 1956 | 80 nap alatt a Föld körül (1. magyar szinkron)                                            | Hong Kong-i polgár                    | Philip Ahn               | 1972        |
| 1956 | Az ember, aki túl sokat tudott                                                            | Ambrose Chappell, Sr.                 | George Howe              | 1986        |
| 1956 | Átkelés Párizson (2. magyar szinkron)                                                     | Éjjeli őr                             | N/A                      | 1980        |
| 1956 | Egy halálraítélt megszökött                                                               | Blanchet                              | Maurice Beerblock        | 1983        |
| 1956 | Sissi 2.: Sissi, az ifjú császárné                                                        | Grünne gróf                           | Karl Fochler             | 1991        |
| 1957 | A St. Louis-i lélek                                                                       | Burt                                  | Erville Alderson         | 1992        |
| 1957 | A vád tanúja (2. magyar szinkron)                                                         | Carter                                | Ian Wolfe                | 2000        |
| 1957 | Sissi 3.: Sissi – Sorsdöntő évek                                                          | Grünne gróf                           | Karl Fochler             | 1991        |
| 1958 | A férfi is tolvaj, a nő is tolvaj                                                         | Ügyvéd                                | Antonio Acqua            | 1980        |
| 1958 | Bosszú                                                                                    | Santiago „Az öreg”                    | José Prada               | 1989        |
| 1959 | Az ordító egér (2. magyar szinkron)                                                       | Snippet tábornok                      | MacDonald Parke          | 1983        |
| 1959 | Ben-Hur (1. magyar szinkron)                                                              | József                                | Laurence Payne           | 1982        |
| 1959 | Egy angyal a Földön (2. magyar szinkron)                                                  | N/A                                   | N/A                      | 1988        |
| 1959 | Egy gyilkosság anatómiája                                                                 | George Lemon                          | Russ Brown               | 1985        |
| 1959 | El Paóban nő a láz (2. magyar szinkron)                                                   | Juan Cárdenas professzor              | Domingo Soler            | 1993        |
| 1959 | Lotna                                                                                     | N/A                                   | N/A                      | 2000        |
| 1959 | Ördögi trükk (2. magyar szinkron)                                                         | Az ügyhöz tartozó bíró                | Henri Crémieux           | 1991        |
| 1959 | Rio Bravo                                                                                 | Pat Wheeler                           | Ward Bond                | 1981        |
| 1960 | Egy asszony meg a lánya (2. magyar szinkron)                                              | N/A                                   | N/A                      | 1981        |
| 1960 | Egyszerű történet                                                                         | Jegor Likov                           | Danyiil Ilcsenko         | 1981        |
| 1960 | Messzi utca (2. magyar szinkron)                                                          | Lukjanics                             | Nyikolaj Szergejev       | 1985        |
| 1960 | Robinson család                                                                           | Moreland kapitány                     | Cecil Parker             | 1991        |
| 1960 | Spartacus (1. magyar szinkron)                                                            | Laelius                               | Frederick Worlock        | 1990        |
| 1961 | A szórakozott professzor                                                                  | Horgász                               | Hank Patterson           | 1992        |
| 1961 | Egy nehéz élet                                                                            | Federico                              | N/A                      | 1992        |
| 1961 | Jövedelmező éjszaka                                                                       | Igazgatótanács tagja                  | N/A                      | 1988        |
| 1962 | A nap a hálóban                                                                           | Blazej, a kazlas                      | Adam Jančo               | 1986        |
| 1962 | A törvény balkeze (2. magyar szinkron)                                                    | N/A                                   | N/A                      | 1983        |
| 1962 | Az elsietett temetés                                                                      | Dr. Gideon Gault                      | Alan Napier              | 1992        |
| 1962 | Az Ezüst-tó kincse (1. magyar szinkron)                                                   | Bruns                                 | Antun Nalis              | 1977        |
| 1962 | Barabás (1. magyar szinkron)                                                              | N/A                                   | N/A                      | 1989        |
| 1962 | Jeanne d'Arc pere                                                                         | N/A                                   | N/A                      | 1986        |
| 1962 | Igaz mese a Grimm testvérekről                                                            | Gruber                                | Ian Wolfe                | 1994        |
| 1962 | Sándor Mátyás (1. magyar szinkron)                                                        | N/A                                   | N/A                      | 1994        |
| 1962 | Társtalanul                                                                               | Karel Hanicinec                       | Radovan Lukavský         | 1963        |
| 1962 | Vigyázat, feltaláló!                                                                      | Mr. Hummel                            | William Demarest         | 1992        |
| 1963 | A botrányos kán-kán                                                                       | Alexis                                | Frédéric Duvallès        | 1989        |
| 1963 | A csend                                                                                   | Szobapincér                           | Håkan Jahnberg           | 1992        |
| 1963 | Irma, te édes (1. magyar szinkron)                                                        | Pap                                   | N/A                      | 1973        |
| 1963 | Konyhai csetepaték                                                                        | N/A                                   | N/A                      | 1996        |
| 1963 | Riói kaland (2. magyar szinkron)                                                          | N/A                                   | N/A                      | 2000        |
| 1963 | Rózsaszín párduc 1.: A rózsaszín párduc (2. magyar szinkron)                              | Pierre Luigi, a fényképész            | Martin Miller            | 1991        |
| 1964 | A boszorkánymester                                                                        | Warren felügyelő                      | Siegfried Lowitz         | 1973        |
| 1964 | A Mississippi fekete angyala (1. és 2. magyar szinkron)                                   | N/A                                   | N/A                      | 1989        |
| 1964 | A Mississippi fekete angyala (1. és 2. magyar szinkron)                                   | N/A                                   | N/A                      | 1999        |
| 1964 | A Római Birodalom bukása                                                                  | N/A                                   | N/A                      | 1987        |
| 1964 | A sárga Rolls-Royce                                                                       | Olasz hoteligazgató                   | Andreas Malandrinos      | 1997        |
| 1964 | Az aranycsempész (2. magyar szinkron)                                                     | A bejruti kikötő embere               | Fernando Rey             | 1986        |
| 1964 | Dollár-trilógia 1.: Egy maréknyi dollárért (2. magyar szinkron)                           | Piripero                              | Joseph Egger             | 2002        |
| 1964 | Fantomas                                                                                  | Az ékszerész munkatársa               | N/A                      | 1983        |
| 1964 | Idegen vér (2. magyar szinkron)                                                           | Gavrila apó                           | Ivan Lapikov             | 1985        |
| 1964 | Lord Jim                                                                                  | N/A                                   | N/A                      | 1979        |
| 1964 | My Fair Lady                                                                              | Higgins komornyikja                   | N/A                      | 1986        |
| 1965 | Angélique és a király                                                                     | N/A                                   | N/A                      | 1995        |
| 1965 | Dollár-trilógia 2.: Pár dollárral többért (1. magyar szinkron)                            | Idős próféta                          | Joseph Egger             | 1989        |
| 1965 | Most beszéljünk a férfiakról                                                              | Pietro                                | N/A                      | 1991        |
| 1966 | 451 Fahrenheit                                                                            | N/A                                   | N/A                      | 2004        |
| 1966 | Egy ember az örökkévalóságnak (2. magyar szinkron)                                        | Idős ember                            | Jack Bligh               | 1989        |
| 1966 | Elcserélt küldemények                                                                     | Joseph Finsbury                       | Ralph Richardson         | 1983        |
| 1966 | Madarak és ragadozómadarak                                                                | N/A                                   | N/A                      | 1980        |
| 1966 | Surcouf – A hét tenger ördöge                                                             | N/A                                   | N/A                      | 1974        |
| 1966 | Szakadt függöny                                                                           | Gustav Lindt professzor               | Ludwig Donath            | 1994        |
| 1966 | Texas Adios                                                                               | Manuel Hernandez, a birkapásztor      | N/A                      | 1990        |
| 1966 | Utánam, fiúk!                                                                             | John Everett Hughes                   | Charles Ruggles          | 1993        |
| 1967 | A hét Cervi fivér                                                                         | Apa                                   | Oleg Zsakov              | 1968        |
| 1967 | Folytassa, doktor! (2. magyar szinkron)                                                   | Sam                                   | Harry Locke              | 1992        |
| 1967 | Kalandorok                                                                                | Juhász                                | N/A                      | 1990        |
| 1967 | Nyugodjanak békében                                                                       | N/A                                   | N/A                      | 1981        |
| 1967 | Rita, a vadnyugat réme                                                                    | Idős ügyvéd a tárgyaláson             | Franco Gulà              | 1990        |
| 1968 | A legszebb kor                                                                            | Hanzlík                               | Jan Stöckl               | 1998        |
| 1968 | A tűzön nincs átkelés (1. magyar szinkron)                                                | Ezredes                               | Jevgenyij Lebegyev       | 1973        |
| 1968 | Felmondtam, jöjjön vissza                                                                 | Miniszter                             | Pierre Dac               | 1989        |
| 1968 | Imádkozz a halálodért! (1. magyar szinkron)                                               | Dusty                                 | Franco Pesce             | 1994        |
| 1969 | A szicíliaiak klánja (3. magyar szinkron)                                                 | Tony Nicosia                          | Amedeo Nazzari           | 1985        |
| 1969 | Cigánycsárda                                                                              | Fidel                                 | José Sazatornil          | 1989        |
| 1969 | James Bond 06.: Őfelsége titkosszolgálatában                                              | Hammond                               | John Gay                 | 1997        |
| 1969 | Megegyezés                                                                                | Sam Arness                            | Richard Boone            | 1980        |
| 1969 | Vad banda                                                                                 | Don José                              | Chano Urueta             | 1985        |
| 1969 | Vízkereszt (1970)                                                                         | Hajóskapitány                         | Paul Curran              | 1980        |
| 1970 | Cromwell (2. magyar szinkron)                                                             | Rinucinni érsek                       | Andre Van Gyseghem       | 1981        |
| 1970 | Kis nagy ember (2. magyar szinkron)                                                       | Vén Bőrvadász                         | Chief Dan George         | 1982        |
| 1970 | Nem lehetsz mindig győztes                                                                | Atatürk tábornok                      | Patrick Magee            | 1988        |
| 1970 | Rio Lobo (2. magyar szinkron)                                                             | N/A                                   | N/A                      | 1992        |
| 1970 | Robin Hood, a tüzes íjász (1. magyar szinkron)                                            | Öreg                                  | N/A                      | 1989        |
| 1970 | Twinky                                                                                    | N/A                                   | N/A                      | 1981        |
| 1971 | A katona visszatért a frontról                                                            | Ivan                                  | Mihail Gluzszkij         | 1972        |
| 1971 | Az Androméda-törzs (1. magyar szinkron)                                                   | N/A                                   | N/A                      | 1973        |
| 1971 | Az egymillió dolláros kacsa                                                               | Bíró                                  | Roy Roberts              | 1993        |
| 1971 | Az utolsó mozielőadás                                                                     | Seriff                                | Joe Heathcock            | 1978        |
| 1971 | Minden lében két kanál – 6. rész: Történelmi pillanat (2. magyar szinkron)                | Lord Croxley komornyikja              | Tom Gill                 | 1997        |
| 1971 | Minden lében két kanál – 13. rész: A hosszú búcsú (2. magyar szinkron)                    | Theopolos                             | Noel Willman             | 1984        |
| 1971 | Minden lében két kanál – 21. rész: Haláleset a családban (2. magyar szinkron)             | Sir Angus                             | Moultrie Kelsall         | 1984        |
| 1971 | Nászéjszaka a börtönben                                                                   | Férfi a börtön beszélőjében           | N/A                      | 1979        |
| 1971 | Nyakék kedvesemnek (1. magyar szinkron)                                                   | Khasbulat                             | Davit Qobulov            | 1983        |
| 1971 | Volt egyszer egy zsaru                                                                    | Férfi a temetésen                     | N/A                      | 1973        |
| 1972 | A jelölt                                                                                  | Floyd J. Starkey                      | Kenneth Tobey            | 1983        |
| 1972 | A nagy leszámolás                                                                         | Öregember                             | Giovanni Filidoro        | 1990        |
| 1972 | A Poszeidon katasztrófa (1. magyar szinkron)                                              | John lelkész                          | Arthur O’Connell         | 1995        |
| 1972 | Az igazi és a hamis                                                                       | Hoteligazgató                         | Enrico Formichi          | 1990        |
| 1972 | Az olasz kártyajáték (1. magyar szinkron)                                                 | Lakó a nyomortelepen                  | N/A                      | 1990        |
| 1972 | Düh (2. magyar szinkron)                                                                  | Bill Parker                           | John Dierkes             | 2001        |
| 1972 | Hat medve és a bohóc                                                                      | N/A                                   | N/A                      | 1973        |
| 1972 | Hatan hetedhét országon át (1. magyar szinkron)                                           | N/A                                   | N/A                      | 1973        |
| 1972 | Johanna nőpápa                                                                            | Leó pápa                              | Trevor Howard            | 2002        |
| 1972 | Kaland Cies szigetén                                                                      | N/A                                   | N/A                      | 1989        |
| 1973 | A delfin napja                                                                            | N/A                                   | N/A                      | 1987        |
| 1973 | A nagy érzelmektől jókat lehet zabálni                                                    | Mr. Dutilleul, a késő vendég          | Yvon Lec                 | 1974        |
| 1973 | A Sakál napja                                                                             | Colbert tábornok                      | Maurice Denham           | 1981        |
| 1973 | Amarcord                                                                                  | Harmonikás férfi                      | N/A                      | 1985        |
| 1973 | Az oroszlánszelídítő                                                                      | Morton                                | Richard Vernon           | 1985        |
| 1973 | Az ördögűző (1. magyar szinkron)                                                          | Tom, egyetemi elnök                   | Thomas Bermingham        | 1991        |
| 1973 | Giordano Bruno                                                                            | Sartori                               | Hans Christian Blech     | 1989        |
| 1973 | Heloise és Abelard                                                                        | N/A                                   | N/A                      | 1980        |
| 1973 | Kimenő                                                                                    | Sir Roderick                          | Richard Hurndall         | 1985        |
| 1973 | Nevem: Senki (1. magyar szinkron)                                                         | Öregember                             | Antonio Palombi          | 1981        |
| 1973 | Oklahoma olaja                                                                            | Cleon Doyle                           | John Mills               | 1982        |
| 1973 | Tetthely – 28. rész: Stuttgarti hamis pénz                                                | Eckstein                              | Willy Reichert           | 1989        |
| 1973 | Tölgy, azonnal jelentkezzen!                                                              | N/A                                   | N/A                      | 1976        |
| 1974 | A kaliforniai kölyök                                                                      | J.A. Hooker bíró                      | Frederic Downs           | 1986        |
| 1974 | A kicsi kocsi újra száguld (1. és 2. magyar szinkron)                                     | Alonzo embere                         | N/A                      | 1984        |
| 1974 | A kicsi kocsi újra száguld (1. és 2. magyar szinkron)                                     | Doktor                                | Liam Dunn                | 1992        |
| 1974 | A macskás öregúr                                                                          | Harry Coombes                         | Art Carney               | 1982        |
| 1974 | A négy muskétás, avagy majd mi megmutatjuk, bíboros úr! (2. magyar szinkron)              | N/A                                   | N/A                      | 1998        |
| 1974 | Bírói tévedés                                                                             | N/A                                   | N/A                      | 1982        |
| 1974 | Földrengés                                                                                | Bill Cameron                          | Lloyd Gough              | 1993        |
| 1974 | Godzilla a Mechagodzilla ellen                                                            | Tengan Kunito                         | Imafuku Maszao           | 1989        |
| 1974 | Idegenek között                                                                           | N/A                                   | N/A                      | 1977        |
| 1974 | Jégkeblek                                                                                 | Ingatlanügynök                        | Jean-Pierre Lorrain      | 1993        |
| 1974 | Monte Cristo grófja (3. magyar szinkron)                                                  | Faria abbé                            | Trevor Howard            | 1995        |
| 1974 | Negyedik fázis                                                                            | N/A                                   | N/A                      | 1980        |
| 1974 | Özönvíz                                                                                   | N/A                                   | N/A                      | 2001        |
| 1974 | Run Run Joe                                                                               | Telefonáló férfi                      | N/A                      | 1991        |
| 1975 | A bíró és a hóhér                                                                         | Clenin                                | Willy Hügli              | 1981        |
| 1975 | A harmadik fokozat                                                                        | Főfelügyelő                           | Dimos Starenios          | 1990        |
| 1975 | Aki esőben ment el                                                                        | N/A                                   | N/A                      | 1976        |
| 1975 | Ellopták a dinoszauruszt (2. magyar szinkron)                                             | Mortimer ezredes                      | Jon Pertwee              | 1995        |
| 1975 | Lucky Lady                                                                                | Freddy                                | N/A                      | 1984        |
| 1975 | Szöktetés (2. magyar szinkron)                                                            | Bíró                                  | N/A                      | 1984        |
| 1975 | Vadember                                                                                  | N/A                                   | N/A                      | 1978        |
| 1975 | Veszélyesen élni (2. magyar szinkron)                                                     | Madáretetős férfi                     | N/A                      | 1989        |
| 1976 | A fekete kalóz (1. magyar szinkron)                                                       | Antonio, a festő pap                  | N/A                      | 1990        |
| 1976 | A gyilkos bennem él                                                                       | Dr. Jason Smith                       | John Carradine           | 1992        |
| 1976 | A Lerouge-ügy                                                                             | Jacques                               | Heinz Wildhagen          | 1989        |
| 1976 | A törvényenkívüli Josey Wales                                                             | Lone Waite                            | Chief Dan George         | 1993        |
| 1976 | Afrika Expressz (1. és 2. magyar szinkron)                                                | Tábornok                              | N/A                      | 1989        |
| 1976 | Afrika Expressz (1. és 2. magyar szinkron)                                                | Tábornok                              | N/A                      | 1995        |
| 1976 | Az elveszett meccs                                                                        | N/A                                   | N/A                      | 1981        |
| 1976 | Az ember nem nőhet fel mese nélkül                                                        | Nagypapa                              | Wilhelm Koch-Hooge       | 1980        |
| 1976 | Az emsi távirat                                                                           | Vilmos császár                        | Wilhelm Koch-Hooge       | 1977        |
| 1976 | Az Olsen-banda 08.: Az Olsen-banda bosszúja                                               | Joachim                               | Ejner Federspiel         | 1997        |
| 1976 | Egy asszony az ablaknál                                                                   | Felszólaló vezető                     | N/A                      | 1986        |
| 1976 | Farsangéji gyónás                                                                         | Henrici                               | Rudolf Fernau            | 1983        |
| 1976 | Fekete fülű fehér Bim                                                                     | N/A                                   | N/A                      | 1979        |
| 1976 | Fogat fogért                                                                              | Férfi a temetésen                     | N/A                      | 1978        |
| 1976 | Fütyülök az egészre!                                                                      | N/A                                   | N/A                      | 1977        |
| 1976 | Hazatérés egy idegen országba                                                             | Fries                                 | Norbert Christian        | 1979        |
| 1976 | Hegyi ember                                                                               | Abraham Lincoln                       | Ford Rainey              | 1990        |
| 1976 | Keoma                                                                                     | William Shannon                       | William Berger           | 1989        |
| 1976 | Magány az erdőszélén                                                                      | Komárek nagypapa                      | Josef Kemr               | 1977        |
| 1976 | Maraton életre-halálra                                                                    | Rosenbaum                             | Lou Gilbert              | 1985        |
| 1977 | A híd túl messze van (1. magyar szinkron)                                                 | Gerd Von Rundstedt tábornagy          | Wolfgang Preiss          | 1986        |
| 1977 | A legszebb ló                                                                             | Denis Platonovics                     | Oleg Zsakov              | 1979        |
| 1977 | A milliomos                                                                               | Vezető                                | N/A                      | 1978        |
| 1977 | A sorompóőr halála                                                                        | Herr Wehrmeister                      | Hannes Messemer          | 1978        |
| 1977 | Annie Hall                                                                                | Alvy pszichológusa                    | Humphrey Davis           | 1980        |
| 1977 | Az amerikai barát                                                                         | Prokasch                              | Nicholas Ray             | 1979        |
| 1977 | Az együttélés viszontagságai                                                              | N/A                                   | N/A                      | 1981        |
| 1977 | Az ultimátum                                                                              | N/A                                   | N/A                      | 1992        |
| 1977 | Az utolsó detektív                                                                        | N/A                                   | N/A                      | 1983        |
| 1977 | Dialógus                                                                                  | Rudolf Vasziljevics Gyementyev        | Ivan Lapikov             | 1980        |
| 1977 | Három svéd lány felső Bajorországban                                                      | Müller-Meyerfall                      | Jacques Herlin           | 1992        |
| 1977 | Kóma                                                                                      | Mr. Schwartz                          | Benny Rubin              | 1981        |
| 1977 | Stroszek                                                                                  | Scheitz                               | Clemens Scheitz          | 1995        |
| 1977 | Szerződés halálra                                                                         | Dr. Alfons Huberty                    | Hermann Hiesgen          | 1979        |
| 1977 | Új szörnyetegek                                                                           | N/A                                   | N/A                      | 2000        |
| 1978 | A 401-es járat                                                                            | N/A                                   | N/A                      | 2000        |
| 1978 | A brazíliai fiúk                                                                          | Lofquist                              | Wolfgang Preiss          | 1988        |
| 1978 | A medúza pillantása (1. magyar szinkron)                                                  | Atropos, a tenyérjós                  | Michael Hordern          | 1994        |
| 1978 | A nagy álom                                                                               | Sternwood tábornok                    | James Stewart            | 1992        |
| 1978 | Az Atlantisz urai                                                                         | Aitken professzor                     | Donald Bisset            | 1993        |
| 1978 | Az idő könyörtelen                                                                        | N/A                                   | N/A                      | 1989        |
| 1978 | Derrick – V/13. rész: Érettségi (1. magyar szinkron)                                      | Dr. Becker                            | Hans Quest               | 1983        |
| 1978 | Egy végrendelet záradéka                                                                  | N/A                                   | N/A                      | 1982        |
| 1978 | Félénk vagyok, de hódítani akarok                                                         | A Negresco Szálló igazgatója          | Jean-Pierre Lorrain      | 1979        |
| 1978 | Félénk vagyok, de hódítani akarok                                                         | A vichy-i szálloda igazgatója         | N/A                      | 1979        |
| 1978 | Folytassa, Emmanuelle                                                                     | Richmond                              | Peter Butterworth        | 1997        |
| 1978 | Hanuma                                                                                    | Második idős férfi a fürdőben         | N/A                      | 1983        |
| 1978 | John Gabriel Borkman                                                                      | John Gabriel                          | Knut Wigert              | 1981        |
| 1978 | Kacsavadászat                                                                             | Koukal                                | Miroslav Machácek        | 1980        |
| 1978 | Karavánok                                                                                 | N/A                                   | N/A                      | 1989        |
| 1978 | Mindenáron vesztes (1. magyar szinkron)                                                   | Gondnok a lakókocsiparkban            | Hank Worden              | 1993        |
| 1978 | Mindent bele, csak rá ne fázzunk!                                                         | Börtönigazgató                        | Georgi Popov             | 1980        |
| 1978 | Olajralépés                                                                               | Vendég a bisztróban                   | N/A                      | 1981        |
| 1978 | Szergij atya                                                                              | Korotkov tábornok                     | Nyikolaj Gricenko        | 1986        |
| 1978 | Szextett                                                                                  | A konferencia elnöke                  | Walter Pidgeon           | 1992        |
| 1978 | Tizennégyen egy asztalnál                                                                 | N/A                                   | N/A                      | 1982        |
| 1978 | Zenekari próba                                                                            | N/A                                   | N/A                      | 1991        |
| 1979 | A cattarói matrózok                                                                       | N/A                                   | N/A                      | 1983        |
| 1979 | A rettegés szentélye                                                                      | Brown atya                            | Barnard Hughes           | 1996        |
| 1979 | Az utolsó fellángolás                                                                     | Giuseppe                              | Francesco Di Federico    | 1983        |
| 1979 | Búcsúdal                                                                                  | N/A                                   | N/A                      | 1986        |
| 1979 | I, mint Ikarusz                                                                           | Frédéric Heiniger                     | Michel Etcheverry        | 1981        |
| 1979 | Jézus élete                                                                               | N/A                                   | N/A                      | 1985        |
| 1979 | Katasztrófa földön-égen                                                                   | Vadász                                | N/A                      | 1980        |
| 1979 | Kozmikus látogatók                                                                        | Jerzy Colsowicz                       | John Huston              | 1990        |
| 1979 | Meghökkentő mesék – II/15. rész: Mr. Appleby szereti a rendet (1. magyar szinkron)        | Mr. Gainsborough                      | Cyril Luckham            | 1985        |
| 1979 | Mesés férfiak kurblival                                                                   | Benjamin                              | Josef Kemr               | 1986        |
| 1979 | Meztelenek és bolondok                                                                    | Hollis P. Wood                        | Slim Pickens             | 1981        |
| 1979 | Öreg rókák, nem vén rókák                                                                 | Willie                                | Lee Strasberg            | 1995        |
| 1979 | Pucéran és szabadon                                                                       | Az idős férfi, akinél Lucie takarít   | Samson Fainsilber        | 1982        |
| 1980 | A dzsesszénekes                                                                           | Rabinovitch kántor                    | Laurence Olivier         | 1993        |
| 1980 | A képlet                                                                                  | A Vénusz bár menedzsere               | N/A                      | 1992        |
| 1980 | A márkiné                                                                                 | Hubert, hentes                        | Ralph Michael            | 1991        |
| 1980 | Az óra                                                                                    | Főnök                                 | Jan Świderski            | 1986        |
| 1980 | Csata a csillagokon túl                                                                   | Dr. Hephaestus                        | Sam Jaffe                | 1995        |
| 1980 | Alpensaga – 6. rész: Vég és kezdet                                                        | Reblaus                               | Johannes Thanheiser      | 1984        |
| 1980 | Dühöngő bika                                                                              | N/A                                   | N/A                      | 1983        |
| 1980 | Éretlenek                                                                                 | Togo sofőrje                          | N/A                      | 1980        |
| 1980 | Főúr, tűnés! (1. magyar szinkron)                                                         | Szemüveges, idős férfi az étteremben  | N/A                      | 1982        |
| 1980 | Hollópolka                                                                                | Petteri                               | Pertti Kalinainen        | 1984        |
| 1980 | Istenben bízunk, avagy vallást akarunk                                                    | Thelonius apát                        | Wilfrid Hyde-White       | 1997        |
| 1980 | Két város története                                                                       | Dr. Alexander Manette                 | Peter Cushing            | 1995        |
| 1980 | Ki énekel ott?                                                                            | N/A                                   | N/A                      | 1997        |
| 1980 | Ki lesz a hunyó?                                                                          | N/A                                   | N/A                      | 1983        |
| 1980 | Kilenctől ötig                                                                            | Mr. Hinkle                            | Henry Jones              | 1982        |
| 1980 | Különös évforduló                                                                         | Ajtónálló                             | N/A                      | 1991        |
| 1980 | Leningrádiak, gyermekeim                                                                  | Doktor                                | N/A                      | 1986        |
| 1980 | Mikrofonpróba                                                                             | Riportalany a fodrásznál              | N/A                      | 1982        |
| 1980 | Szuperzsaru                                                                               | Pap                                   | Harold Bergman           | 1982        |
| 1980 | Teherán 43                                                                                | N/A                                   | N/A                      | 1982        |
| 1980 | Víkendház nélkül nem élet az élet                                                         | Polgármester                          | Peter Kalisch            | 1982        |
| 1981 | A látnok                                                                                  | Első bíró                             | Jaroslav Kotrba          | 1986        |
| 1981 | Az Angyal utcai gyilkosság                                                                | Riley                                 | Reg Lye                  | 1986        |
| 1981 | Derrick – VIII/10. rész: Halál a tóban / Halál a tavon (1. magyar szinkron)               | Randolf úr                            | Heinz Moog               | 1985        |
| 1981 | Eltűntnek nyilvánítva (1. magyar szinkron)                                                | Szenátor                              | Hansford Rowe            | 1983        |
| 1981 | Eszelős hajsza                                                                            | N/A                                   | N/A                      | 1994        |
| 1981 | Fényévekre innen                                                                          | Yoshka Poliakeff                      | Trevor Howard            | 1983        |
| 1981 | Fényjel a hídnál                                                                          | N/A                                   | N/A                      | 1983        |
| 1981 | Jesse Hallam büszkesége                                                                   | Sal Galucci                           | Eli Wallach              | 1985        |
| 1981 | Mad Max 2.                                                                                | Curmudgeon                            | Syd Heylen               | 1995        |
| 1981 | Ómen 3. – A végső összecsapás (1. magyar szinkron)                                        | Elnök                                 | Mason Adams              | 1995        |
| 1981 | Ragtime                                                                                   | N/A                                   | N/A                      | 1985        |
| 1981 | Szfinx (1. magyar szinkron)                                                               | N/A                                   | N/A                      | 1991        |
| 1981 | Talpig olajban                                                                            | Atiz herceg                           | Charles Gérard           | 1983        |
| 1981 | Tűzszekerek                                                                               | Caius College igazgatója              | Lindsay Anderson         | 1982        |
| 1981 | Vörösök                                                                                   | N/A                                   | N/A                      | 1999        |
| 1982 | A középkorú feleség története                                                             | Parker Pyne                           | Maurice Denham           | 1984        |
| 1982 | A medvevadász                                                                             | Heizo Sekiguchi                       | Nisimura Kó              | 1985        |
| 1982 | Bécs bolondja                                                                             | N/A                                   | N/A                      | 1986        |
| 1982 | Bombajó bokszoló                                                                          | Féltékeny férj a bokszmeccsen         | Salvatore Basile         | 1984        |
| 1982 | Egy kis társasjáték                                                                       | Joseph Pillet                         | Alan Webb                | 1985        |
| 1982 | Gandhi                                                                                    | Faluvezető                            | Rama Kant Jha            | 1984        |
| 1982 | Garp szerint a világ                                                                      | Mr. Fields                            | Hume Cronyn              | 1995        |
| 1982 | Gregorio Cortez balladája (2. magyar szinkron)                                            | N/A                                   | N/A                      | 2000        |
| 1982 | Kicsi, de szemtelen                                                                       | Közjegyző                             | N/A                      | 1986        |
| 1982 | O’Hara felesége                                                                           | Walter Tatum                          | Ray Walston              | 1999        |
| 1982 | Rabló-pandúr                                                                              | Salvatore Licuti                      | Marc Lawrence            | 1991        |
| 1982 | Rózsaszín párduc 7.: A rózsaszín párduc nyomában (1. magyar szinkron)                     | Dr. Longet                            | Ronald Fraser            | 1991        |
| 1982 | Sivatagi kalandok (1. magyar szinkron)                                                    | Tiszteletes                           | Neil Vipond              | 1991        |
| 1982 | Stephen King: Creepshow – A rémmesék könyve                                               | Nathan Grantham                       | Jon Lormer               | 1992        |
| 1982 | Szent Lőrinc éjszakája                                                                    | N/A                                   | N/A                      | 1984        |
| 1982 | Veronika Voss vágyakozása (2. magyar szinkron)                                            | N/A                                   | N/A                      | 1995        |
| 1983 | A legyőzhetetlen Wu Dang                                                                  | N/A                                   | N/A                      | 1989        |
| 1983 | A mi falunk                                                                               | Denzo                                 | Kató Josi                | 1986        |
| 1983 | A nyolc szamuráj legendája (1. magyar szinkron)                                           | Genjin                                | Siodzsi Akira            | 1989        |
| 1983 | Az álmodozó                                                                               | Otto                                  | Gerry Wolff              | 1987        |
| 1983 | Az élet kész regény (1. magyar szinkron)                                                  | Forbek Zoltán                         | Samson Fainsilber        | 2004        |
| 1983 | Az öltöztető                                                                              | N/A                                   | N/A                      | 1992        |
| 1983 | Az utolsó levél                                                                           | Verlain                               | Art Carney               | 1989        |
| 1983 | Krimileckék – 6. rész                                                                     | Mr. Crmody                            | Ernst Fritz Fürbringer   | 1984        |
| 1983 | Legyetek jók, ha tudtok                                                                   | „Alamizsnát” adó öregúr               | N/A                      | 1989        |
| 1983 | Lenni vagy nem lenni                                                                      | Sondheim                              | Ronny Graham             | 1985        |
| 1983 | Nyomás utána! (2. magyar szinkron)                                                        | Sam                                   | Harold Bergman           | 1992        |
| 1983 | Olsanszkij herceg vára                                                                    | N/A                                   | N/A                      | 1986        |
| 1983 | Tiszteletbeli konzul                                                                      | Dr. Humphries                         | Leonard Maguire          | 1986        |
| 1984 | A kukorica gyermekei                                                                      | Diehl                                 | R. G. Armstrong          | 1994        |
| 1984 | Amadeus                                                                                   | Arco gróf                             | Douglas Seale            | 1990        |
| 1984 | Az óriás                                                                                  | Csipesz bácsi                         | Henryk Borowski          | 1984        |
| 1984 | Csecsemőcsere                                                                             | Long bíró                             | Ed Holmes                | 1987        |
| 1984 | Farkasok társasága (2. magyar szinkron)                                                   | Idős pap                              | Graham Crowden           | 1998        |
| 1984 | Gawain és a zöld lovag (1. magyar szinkron)                                               | Gaspar, udvarmester                   | Peter Cushing            | 1999        |
| 1984 | Gwendoline (hangalámondás)                                                                | Tom                                   | André Julien             | 1990        |
| 1984 | Jégkalózok                                                                                | Főparancsnok                          | John Carradine           | 2001        |
| 1984 | Karolin, kedves Karolin                                                                   | Nagyapa                               | Miroslav Machácek        | 1988        |
| 1984 | Kettős szerepben                                                                          | N/A                                   | N/A                      | 1990        |
| 1984 | Muppet-show New Yorkban (1. és 2. magyar szinkron)                                        | Waldorf (hang)                        | Jim Henson               | 2000        |
| 1984 | Muppet-show New Yorkban (1. és 2. magyar szinkron)                                        | Bernard Crawford                      | Art Carney               | 2000        |
| 1984 | Őstehetség (1. magyar szinkron)                                                           | Red Blow                              | Richard Farnsworth       | 1993        |
| 1984 | Sok hűhó semmiért                                                                         | Antonio                               | Gordon Whiting           | 1987        |
| 1984 | Száz nap Palermóban                                                                       | N/A                                   | N/A                      | 1988        |
| 1984 | Szellemirtók (1. magyar szinkron)                                                         | Érsek                                 | Tom McDermott            | 1989        |
| 1984 | Szenvedély végszóra                                                                       | Aukciós férfi                         | N/A                      | 1985        |
| 1984 | Szép kis botrány                                                                          | N/A                                   | N/A                      | 1999        |
| 1984 | Szörnyecskék (1. magyar szinkron)                                                         | Nagyapa                               | Keye Luke                | 1989        |
| 1984 | Tetthely – 157. rész: Cápák Hergoland előtt                                               | Lothar Mühlenkamp                     | Ferdinand Dux            | 1986        |
| 1985 | A cigánylány (1. magyar szinkron)                                                         | Köztársasági elnök                    | N/A                      | 1988        |
| 1985 | A csend kódja (1. magyar szinkron)                                                        | Felix Scalese                         | Nathan Davis             | 1993        |
| 1985 | A genfi Dr. Fischer                                                                       | Krüger                                | Hugh Burden              | 1987        |
| 1985 | A lombikfeleség (1. magyar szinkron)                                                      | Paul                                  | John Dehner              | 1993        |
| 1985 | A színésznő és a relativitás                                                              | Professzor                            | Michael Emil             | 1992        |
| 1985 | Az ifjú Sherlock Holmes és a félelem piramisa                                             | Snelgrove, a tanár                    | Brian Oulton             | 1989        |
| 1985 | Az ügy nem zárult le                                                                      | Mafferty, kertész                     | André Julien             | 1989        |
| 1985 | Bosszúvágy 3. – A terror utcája (1. magyar szinkron)                                      | Emil                                  | John Gabriel             | 1989        |
| 1985 | Brazil (1. magyar szinkron)                                                               | Mr. Helpmann                          | Peter Vaughan            | 1995        |
| 1985 | Dávid király                                                                              | Sámuel próféta                        | Denis Quilley            | 1991        |
| 1985 | Derrick – XII/1. rész: Az Antibesből jött férfi / Az antibes-i férfi (1. magyar szinkron) | Házmester                             | Gustl Datz               | 1987        |
| 1985 | Derrick – XII/5. rész: Tűz a vízen / Halottnak nyilvánítva (1. magyar szinkron)           | Heinrich Kajus, pincér                | Hans Stadtmüller         | 1987        |
| 1985 | Fletch                                                                                    | Marvin Stanwyk                        | Robert Sorrells          | 1996        |
| 1985 | James Bond 14.: Halálvágta (1. magyar szinkron)                                           | Sir Frederick Gray hadügyminiszter    | Geoffrey Keen            | 1992        |
| 1985 | Jöjj és lásd!                                                                             | N/A                                   | N/A                      | 1988        |
| 1985 | K. u. k. Szökevények                                                                      | Katonaorvos #2                        | Edward Dziewoński        | 1985        |
| 1985 | Kaviár és lencse                                                                          | Báró                                  | Leonyid Obolenszkij      | 1990        |
| 1985 | Kémek, mint mi (2. magyar szinkron)                                                       | N/A                                   | N/A                      | 1998        |
| 1985 | Ki segít a Mikulásnak?                                                                    | Manó                                  | Burgess Meredith         | 1999        |
| 1985 | Kung-fu – A film                                                                          | Po mester                             | Keye Luke                | 1994        |
| 1985 | Kutyasors                                                                                 | N/A                                   | N/A                      | 1995        |
| 1985 | Minőségi csere                                                                            | Pepe apja                             | N/A                      | 1986        |
| 1985 | Moszkvai csata                                                                            | Kalinyin                              | Anatolij Nyikityin       | 1986        |
| 1985 | Véres hajsza                                                                              | Charlie Pope                          | Dennis Patrick           | 1990        |
| 1986 | A könnyed élet (2. magyar szinkron)                                                       | Vinnie „Az ágyú” DiMotti              | Marc Lawrence            | 1992        |
| 1986 | A rózsa neve (2. magyar szinkron)                                                         | Burgosi Jorge                         | Feodor Chaliapin, Jr.    | 2003        |
| 1986 | Aladdin (1. magyar szinkron)                                                              | Jeremiah nagytata                     | Julian Voloshin          | 1988        |
| 1986 | Angyalok dühe                                                                             | N/A                                   | N/A                      | 1988        |
| 1986 | Antiterrorista csoport                                                                    | Dr. Henry Spivak                      | Sam Gray                 | 1988        |
| 1986 | Az egér és a motor                                                                        | Matt                                  | Ray Walston              | 1990        |
| 1986 | Bunbury, avagy hogyan legyünk győzők                                                      | Gribsby                               | Peter Copley             | 1990        |
| 1986 | Dallas: Ahogy kezdődött                                                                   | N/A                                   | N/A                      | 1992        |
| 1986 | Didi, megőrjítesz!                                                                        | Német miniszter                       | Walter Buschhoff         | 1991        |
| 1986 | Előre a múltba (1. magyar szinkron)                                                       | Wilkins úr, a lemezvásárló            | N/A                      | 1990        |
| 1986 | Kellemes karácsonyt kívánnak a polipok (1. magyar szinkron)                               | N/A                                   | N/A                      | 1988        |
| 1986 | Keresztutak                                                                               | N/A                                   | N/A                      | 1997        |
| 1986 | Miss Marple történetei 06.: Takard el az arcát!                                           | Mr. Galbraith                         | Esmond Knight            | 2003        |
| 1986 | Miss Marple történetei 07.: A Bertram Szálló (2. magyar szinkron)                         | Pennyfather kanonok                   | Preston Lockwood         | 2003        |
| 1986 | Napgyerekek                                                                               | Canis                                 | Willoughby Gray          | 1990        |
| 1986 | Önarckép                                                                                  | Hackel, uzsorás                       | Josef Kemr               | 1990        |
| 1986 | Pókháló                                                                                   | Pszichiáter                           | Miroslav Machácek        | 1989        |
| 1986 | Polipok a második emeleten (1. magyar szinkron)                                           | N/A                                   | N/A                      | 1988        |
| 1986 | Szerelmi krónika                                                                          | N/A                                   | N/A                      | 1988        |
| 1986 | Szupernagyi és a nagy cirkusz                                                             | Black feltaláló                       | Bill Shine               | 1990        |
| 1986 | Törvényszéki héják                                                                        | Unatkozó bíró                         | Thomas Barbour           | 1989        |
| 1987 | A herceg menyasszonya (2. magyar szinkron)                                                | Csodás Max                            | Billy Crystal            | 1995        |
| 1987 | A követ, aki minden követ követ (1. magyar szinkron)                                      | Toul Musztafa                         | Garth Meade              | 1993        |
| 1987 | A magányos zsaru                                                                          | N/A                                   | N/A                      | 1994        |
| 1987 | A vágyak kertje                                                                           | Nagypapa                              | Mihail Brilkin           | 1989        |
| 1987 | Arizonai ördögfióka                                                                       | Öreg farmer a bankban                 | Rusty Lee                | 1990        |
| 1987 | Az utolsó császár                                                                         | N/A                                   | N/A                      | 1998        |
| 1987 | Babette lakomája (1. magyar szinkron)                                                     | N/A                                   | N/A                      | 1994        |
| 1987 | Barát                                                                                     | Mityka a mosodában                    | Viktor Uralskiy          | 1989        |
| 1987 | Behálózva                                                                                 | Gannon százados                       | Harry Morgan             | 1992        |
| 1987 | Betörő (1. magyar szinkron)                                                               | Mr. Paggif                            | Nathan Davis             | 1992        |
| 1987 | Dögkeselyűk                                                                               | Archeológus                           | Hugh Rouse               | 1990        |
| 1987 | Éljen soká az úrnő!                                                                       | N/A                                   | N/A                      | 1998        |
| 1987 | Gyomok között                                                                             | Donovan                               | Richard Hamilton         | 1995        |
| 1987 | Holdkórosok                                                                               | Nagypapa                              | Feodor Chaliapin, Jr.    | 1997        |
| 1987 | James Bond 15.: Halálos rémületben (1. magyar szinkron)                                   | Sir Frederick Gray hadügyminiszter    | Geoffrey Keen            | 1992        |
| 1987 | Jó reggelt, Babilónia!                                                                    | Bonanno                               | Omero Antonutti          | 1988        |
| 1987 | Ketten a könnyek szigetén                                                                 | N/A                                   | N/A                      | 1989        |
| 1987 | Lévy és Góliát                                                                            | Vendég a kávézóban                    | N/A                      | 1990        |
| 1987 | Menekülő ember (magyar szinkron)                                                          | Mic                                   | Mick Fleetwood           | 1992        |
| 1987 | Nőtől nőig                                                                                | Nagybácsi                             | N/A                      | 1989        |
| 1987 | Összeesküvés – A chicagói nyolcak pere                                                    | N/A                                   | N/A                      | 1990        |
| 1987 | Papi a pácban (1. magyar szinkron)                                                        | Martin Hart                           | Eric Christmas           | 1995        |
| 1987 | Pénzmánia                                                                                 | Idős férfi a kocsiban                 | Paul Stader              | 1989        |
| 1988 | A barcelonai kapcsolat                                                                    | Giner felügyelő                       | N/A                      | 1990        |
| 1988 | A Bourne-rejtély (1. magyar szinkron)                                                     | N/A                                   | N/A                      | 1991        |
| 1988 | A hal neve: Wanda                                                                         | Lelkész                               | Roland MacLeod           | 1989        |
| 1988 | A nagy kékség                                                                             | Pap                                   | Andréas Voutsinas        | 1990        |
| 1988 | A párizsi diáklány (1. magyar szinkron)                                                   | Vizsgabizottság tagja                 | N/A                      | 1989        |
| 1988 | A selyemút                                                                                | N/A                                   | N/A                      | 1997        |
| 1988 | A texasi gyors (1. magyar szinkron)                                                       | Nitro Jones                           | Royal Dano               | 1994        |
| 1988 | Agglegényke                                                                               | Jack Watson                           | George Burns             | 1995        |
| 1988 | Arthur 2.                                                                                 | Mr. Butterworth                       | Jack Gilford             | 1991        |
| 1988 | Bűntény a támaszponton                                                                    | Ross Maclure törzsőrmester            | Jack Warden              | 1990        |
| 1988 | Csupasz pisztoly                                                                          | Khomeini                              | Charles Gherardi         | 1989        |
| 1988 | Elsötétülés                                                                               | N/A                                   | N/A                      | 1991        |
| 1988 | Gyerekjáték (1. magyar szinkron)                                                          | George, idős férfi a liftben          | N/A                      | 1990        |
| 1988 | Gyilkos lövés (1. magyar szinkron)                                                        | Mr. Berger                            | Milton Selzer            | 1993        |
| 1988 | Korcsolyázz! (1. magyar szinkron)                                                         | Stuart Carmody                        | Cec Linder               | 1989        |
| 1988 | Könnyek az esőben (1. magyar szinkron)                                                    | Fordingbridge                         | Maurice Denham           | 1990        |
| 1988 | Lángoló Mississippi (1. magyar szinkron)                                                  | N/A                                   | N/A                      | 1990        |
| 1988 | Levélhullás                                                                               | N/A                                   | N/A                      | 1991        |
| 1988 | New York-i történetek                                                                     | Lilly úr                              | Bill Moor                | 1989        |
| 1988 | Nyomtalanul                                                                               | N/A                                   | N/A                      | 1998        |
| 1988 | Nyugdíjas nyomozók                                                                        | N/A                                   | N/A                      | 1995        |
| 1988 | Rain Man – Esőember                                                                       | Pap a temetésen                       | Donald E. Jones          | 1989        |
| 1988 | Ralph a táborban                                                                          | Matt                                  | Ray Walston              | 1991        |
| 1988 | Rohamcsapat                                                                               | N/A                                   | N/A                      | 1991        |
| 1988 | Seregélyek                                                                                | Wilson                                | Frank Mills              | 1990        |
| 1988 | Trükkös Tomi és a bélyegutazó                                                             | Mr. Bronson                           | John Dapery              | 1992        |
| 1988 | Végzetes nász                                                                             | N/A                                   | N/A                      | 1993        |
| 1988 | Willow                                                                                    | Nagy Aldwin                           | Billy Barty              | 1989        |
| 1989 | A golfklub rejtélye                                                                       | Malcolm Simpkins                      | Hank Berkheimer          | 1990        |
| 1989 | A Nap                                                                                     | N/A                                   | N/A                      | 1992        |
| 1989 | Agymosás                                                                                  | Borko kapitány                        | Aubert Pallascio         | 1992        |
| 1989 | Az ellenség földjén                                                                       | Nagypapa                              | Richard Hamilton         | 1994        |
| 1989 | Az ember, aki öl                                                                          | Benzinkutas                           | N/A                      | 1993        |
| 1989 | Az ifjúság édes madara                                                                    | N/A                                   | N/A                      | 2003        |
| 1989 | Bodo                                                                                      | Schultz, az éjjeliőr                  | Helmut Alimonta          | 1992        |
| 1989 | Erik, a viking                                                                            | Thorfinn apja                         | Allan Surtees            | 1990        |
| 1989 | Kígyószerződés                                                                            | Helmer                                | Richard Farnsworth       | 1994        |
| 1989 | Országúti vagányok                                                                        | N/A                                   | N/A                      | 1993        |
| 1989 | V. Henrik (1. magyar szinkron)                                                            | Erpingham                             | Edward Jewesbury         | 1996        |
| 1989 | Vaníliafagylalt                                                                           | Vendég a szállodában                  | N/A                      | 1993        |
| 1989 | Vérvörös nap                                                                              | N/A                                   | N/A                      | 1992        |
| 1990 | A bárányok hallgatnak                                                                     | Mr. Lang                              | Leib Lensky              | 1992        |
| 1990 | A hasadék                                                                                 | Muller                                | Frank Braña              | 1996        |
| 1990 | A kölyök                                                                                  | N/A                                   | N/A                      | 1992        |
| 1990 | A rémes lány                                                                              | Dr. Kogler                            | Hans Stadtmüller         | 1994        |
| 1990 | A Winchester mestere                                                                      | Grimmelman                            | Ron Haddrick             | 1992        |
| 1990 | Az egér és a kántor                                                                       | N/A                                   | N/A                      | 1991        |
| 1990 | Az istenek megint a fejükre estek                                                         | Ingersol                              | Burgess Meredith         | 1995        |
| 1990 | Bankrabló zsaruk                                                                          | Mr. Ferraro                           | N/A                      | 1992        |
| 1990 | Cinikus hekus (1. magyar szinkron)                                                        | Cotton Weinberger                     | Eli Wallach              | 1993        |
| 1990 | Csodálatos éjszaka                                                                        | Kártyázó #3                           | N/A                      | 1994        |
| 1990 | Fiúk, ki jön az ágyamba?                                                                  | N/A                                   | N/A                      | 1992        |
| 1990 | Mr. Végzet (1. magyar szinkron)                                                           | Leo Hansen                            | Bill McCutcheon          | 1994        |
| 1990 | Palimadár (1. magyar szinkron)                                                            | Lou Baird                             | Jeff Corey               | 1990        |
| 1990 | Sose halok meg                                                                            | Pap                                   | J. McRee Elrod           | 1992        |
| 1990 | Történetek a sötét oldalról                                                               | Drogan                                | William Hickey           | 1994        |
| 1990 | Zirconium – A földgolyó utolsó titka                                                      | Lazarus                               | Ramsay Ross              | 1993        |
| 1991 | A gyilkossági csoport                                                                     | N/A                                   | N/A                      | 1993        |
| 1991 | Agyfürkészők 2. – Új rendszer                                                             | N/A                                   | N/A                      | 1992        |
| 1991 | Beverly Hills ostroma                                                                     | Mitchell Sage                         | William Prince           | 1995        |
| 1991 | Csak egy lövés                                                                            | Dr. Marx főorvos                      | Brian Smiar              | 1992        |
| 1991 | Doc Hollywood                                                                             | Evans bíró                            | Roberts Blossom          | 1992        |
| 1991 | Fantaghiro, a harcos hercegnő (1. magyar szinkron)                                        | N/A                                   | N/A                      | 1993        |
| 1991 | Férfi a házban                                                                            | Amos                                  | Ford Rainey              | 1996        |
| 1991 | Gyilkossággal vádolva (1. magyar szinkron)                                                | Bíró                                  | N/A                      | 1992        |
| 1991 | Istenek fegyverzete 2. (1. magyar szinkron)                                               | Jack, a lakatos                       | N/A                      | 1992        |
| 1991 | JFK – A nyitott dosszié                                                                   | Earl Warren (+ Izsóf Vilmos)          | Jim Garrison             | 1996        |
| 1991 | Johnny Stecchino                                                                          | Bíboros                               | Giulio Donnini           | 1994        |
| 1991 | Lucinda Smith magánháborúja                                                               | Scotty                                | Bill Kerr                | 1994        |
| 1991 | Stephen King: A visszatérők                                                               | Neil őrmester                         | Duncan McLeod            | 1994        |
| 1991 | Xul a gonosz                                                                              | N/A                                   | N/A                      | 1992        |
| 1992 | A 99-es paragrafus (1. magyar szinkron)                                                   | Sam Abrams                            | Eli Wallach              | 1994        |
| 1992 | A legjobb szándékok (2. magyar szinkron)                                                  | N/A                                   | N/A                      | 1997        |
| 1992 | A pápaszem                                                                                | N/A                                   | N/A                      | 1995        |
| 1992 | Amerikai nindzsa 5. (1. magyar szinkron)                                                  | Tetsu mester                          | Pat Morita               | 1993        |
| 1992 | Babe                                                                                      | Tyúkokat etető idős férfi             | N/A                      | 1993        |
| 1992 | Csontváz és Dákó                                                                          | Mr. Fergus                            | Graham Jarvis            | 1994        |
| 1992 | Dilis bagázs                                                                              | Orvos a lakóparkban                   | N/A                      | 1996        |
| 1992 | Egyedül a ringben (1. magyar szinkron)                                                    | Iskolaigazgató                        | John Gielgud             | 1996        |
| 1992 | Gyilkosság lólépésben                                                                     | Viktor Jurilivics                     | Arthur Brauss            | 1993        |
| 1992 | Megfontolt gyilkosság                                                                     | Pap                                   | Robert Munns             | 1993        |
| 1992 | Öböl akció (1. magyar szinkron)                                                           | Pap                                   | N/A                      | 1993        |
| 1992 | Utolsó vérig (1. magyar szinkron)                                                         | Hiroshi                               | Aki Aleong               | 1992        |
| 1992 | Wayne világa                                                                              | Withers, idős férfi                   | Carmen Filpi             | 1992        |
| 1993 | A kis Buddha                                                                              | Aszkéta #1                            | Nagabab Shyam            | 1995        |
| 1993 | A kis Buddha                                                                              | N/A                                   | N/A                      | 1995        |
| 1993 | A szomszéd nője mindig zöldebb                                                            | Nagypapa (Apus)                       | Burgess Meredith         | 1994        |
| 1993 | Az 50 láb magas nő támadása                                                               | N/A                                   | N/A                      | 1994        |
| 1993 | Az idegen tekintete (2. magyar szinkron)                                                  | Mr. Lee                               | Chao Li Chi              | 1996        |
| 1993 | Beverly Hill-dili                                                                         | Barnaby Jones                         | Buddy Ebsen              | 1994        |
| 1993 | Geronimo                                                                                  | Geronimo idősen                       | Jimmy Herman             | 1994        |
| 1993 | Kalifornia – A halál nem utazik egyedül (1. magyar szinkron)                              | Mr. Musgrave                          | John Dullaghan           | 1995        |
| 1993 | Kaszakő                                                                                   | Idősebb Walter Warner                 | Mason Adams              | 1994        |
| 1993 | Little Jo balladája                                                                       | Streight Hollander                    | René Auberjonois         | 1995        |
| 1993 | Lőj!                                                                                      | N/A                                   | N/A                      | 1995        |
| 1993 | Lökött örökösök                                                                           | Jobson, a portás                      | Eric Sykes               | 1994        |
| 1993 | Matiné                                                                                    | Mr. Spector                           | Jesse White              | 1994        |
| 1993 | Terror az éjszakában                                                                      | N/A                                   | N/A                      | 1994        |
| 1994 | A feltámadt halott                                                                        | Ambrose atya                          | Eric Christmas           | 1995        |
| 1994 | A maharadzsa lánya 1-3.                                                                   | N/A                                   | N/A                      | 1997        |
| 1994 | A nagy ugrás (1. magyar szinkron)                                                         | Dr. Hugo Bronfenbrenner               | David Byrd               | 1995        |
| 1994 | Al Capone kincse (1. magyar szinkron)                                                     | Lou Cazalle                           | James E. Christopher     | 1996        |
| 1994 | Amelia Earhart – Az utolsó repülés                                                        | George Putnam                         | Bruce Dern               | 1995        |
| 1994 | Ed Wood                                                                                   | Idős McCoy                            | Rance Howard             | 1995        |
| 1994 | Elisa                                                                                     | Nagypapa                              | André Julien             | 1997        |
| 1994 | Eső előtt                                                                                 | Marko atya                            | Josif Josifovski         | 1996        |
| 1994 | Játssz a túlélésért                                                                       | Hank                                  | Jeff Corey               | 1995        |
| 1994 | Reszkessetek, nem hagyom magam!                                                           | Ahab kapitány (hang)                  | George Hearn             | 1997        |
| 1994 | Stephen King: Végítélet 2-4. (2. magyar szinkron)                                         | Glen Bateman                          | Ray Walston              | 1999        |
| 1994 | Végsebesség                                                                               | Chuck, kaszkadőr pilóta               | Rance Howard             | 1995        |
| 1994 | Vérbosszú olasz módra                                                                     | Manza                                 | Ralph Manza              | 1994        |
| 1995 | A mesterlövész visszatér (1. magyar szinkron)                                             | Harry                                 | Walter Marsh             | 1996        |
| 1995 | Ace Ventura 2. – Hív a természet (1. magyar szinkron)                                     | Ashram szerzetes                      | Arsenio „Sonny” Trinidad | 1996        |
| 1995 | Jakuza zsaru                                                                              | Lord Mao Tan                          | Arsenio „Sonny” Trinidad | 1997        |
| 1995 | Még zöldebb a szomszéd nője                                                               | Nagypapa (Apus)                       | Burgess Meredith         | 1996        |
| 1995 | Mortal Kombat                                                                             | Liu nagyapja                          | Lloyd Kino               | 1996        |
| 1995 | Odüsszeusz tekintete                                                                      | N/A                                   | N/A                      | 1996        |
| 1995 | Oroszlánütés                                                                              | N/A                                   | N/A                      | 1995        |
| 1995 | Pajzs a résen, avagy a Kanadai Sonka Hadművelet (1. magyar szinkron)                      | N/A                                   | N/A                      | 1996        |
| 1995 | Semmi sem tart örökké                                                                     | N/A                                   | N/A                      | 1997        |
| 1995 | Waterworld – Vízivilág (1. magyar szinkron)                                               | Idős férfi, a túlélő                  | Zitto Kazann             | 1995        |
| 1996 | A repülés hercege                                                                         | N/A                                   | N/A                      | 1997        |
| 1996 | Háborús zóna                                                                              | Marvin Bookman                        | Oscar Brown, Jr.         | 1996        |
| 1996 | Hullámtörés                                                                               | Vén                                   | Desmond Reilly           | 1998        |
| 1996 | Latin vér                                                                                 | Gino (hang)                           | Mario Monicelli          | 1999        |
| 1996 | Majomparádé                                                                               | Victor Dubrow                         | Nathan Davis             | 1996        |
| 1996 | Minden gyanú felett                                                                       | Paul Zapatti                          | Anthony Franciosa        | 1996        |
| 1996 | Muppet kincses sziget                                                                     | Waldorf (hang)                        | Dave Goelz               | 2001        |
| 1996 | Snowboard akadémia                                                                        | N/A                                   | N/A                      | 1997        |
| 1996 | Spitfire Grill                                                                            | N/A                                   | N/A                      | 1998        |
| 1996 | Stephen King: Sorvadj el!                                                                 | Tadzu Lempke                          | Michael Constantine      | 1997        |
| 1996 | Szablya a parancsnoktól                                                                   | Kotek                                 | Franciszek Pieczka       | 1998        |
| 1997 | A játékos                                                                                 | N/A                                   | N/A                      | 1998        |
| 1997 | Éjjeliőr a hullaházban                                                                    | Johnson, az öreg éjjeli őr            | Lonny Chapman            | 1999        |
| 1998 | A csonttörő                                                                               | Mr. Renfrow                           | Charles Brin             | 2000        |
| 1998 | A Newton fiúk                                                                             | önmaga (archív felvétel)              | Willis Newton            | 1999        |
| 1998 | Az óceánjáró zongorista legendája                                                         | A zeneboltos                          | Peter Vaughan            | 2001        |
| 1998 | Életvonat                                                                                 | Lilenfeld                             | Zwi Kanar                | 2001        |
| 1998 | Godzilla                                                                                  | Joe, az öreg halász                   | Ralph Manza              | 1998        |
| 1998 | Hinni, mindenáron                                                                         | N/A                                   | N/A                      | 2000        |
| 1998 | Lottózsonglőrök                                                                           | Michael O’Sullivan                    | David Kelly              | 2000        |
| 1999 | Asterix és Obelix                                                                         | Öreg druida                           | Paul Rieger              | 1999        |
| 1999 | Lautrec                                                                                   | Öreg színész                          | Roger Planchon           | 2000        |
| 1999 | Mária, Jézus anyja                                                                        | N/A                                   | N/A                      | 2000        |
| 1999 | Muppet-show az űrből (1. és 2. magyar szinkron)                                           | Waldorf (hang)                        | Dave Goelz               | 2000        |
| 1999 | Muppet-show az űrből (1. és 2. magyar szinkron)                                           | Statler (hang)                        | Jerry Nelson             | 2001        |
| 2000 | Bonhoeffer: Isten szolgája                                                                | N/A                                   | N/A                      | 2003        |
| 2000 | E-mail az elnöknek                                                                        | Szenátor                              | N/A                      | 2001        |
| 2000 | Én és én meg az Irén                                                                      | Herb, a fodrász                       | Herbie Flynn             | 2000        |
| 2000 | Férfifaló csapdában                                                                       | N/A                                   | N/A                      | 2001        |
| 2001 | A Gyűrűk Ura: A Gyűrű Szövetsége (bővített változat)                                      | Öreg Topa                             | William Johnson          | 2002        |
| 2001 | A levél                                                                                   | N/A                                   | N/A                      | 2003        |
| 2001 | Mi lenne, ha?                                                                             | Stan Keller                           | James Whitmore           | 2002        |
| 2001 | Perlasca – Egy igaz ember története                                                       | Jakab                                 | Palle Granditsky         | 2004        |
| 2002 | A kismenő                                                                                 | Mr. Wetherley                         | Henry Hayward            | 2002        |
| 2002 | Édes kis semmiség                                                                         | Nagypapi                              | N/A                      | 2002        |
| 2002 | Monte Cristo grófja (1. magyar szinkron)                                                  | Villefort ezredes                     | Freddie Jones            | 2002        |
| 2003 | Kegyetlen bánásmód                                                                        | Mr. MacKinnon                         | John Bliss               | 2003        |
| 2003 | Miről álmodik a lány?                                                                     | Percy                                 | James Greene             | 2004        |

### Filmsorozatok
| Agatha Christie: Poirot epizódjai | Agatha Christie: Poirot epizódjai | Agatha Christie: Poirot epizódjai | Agatha Christie: Poirot epizódjai        | Agatha Christie: Poirot epizódjai | Agatha Christie: Poirot epizódjai | Agatha Christie: Poirot epizódjai |
| Év                                | Évad                              | Epizód                            | Epizódcím                                | Szereplő                          | Színész                           | Szinkron év                       |
| --------------------------------- | --------------------------------- | --------------------------------- | ---------------------------------------- | --------------------------------- | --------------------------------- | --------------------------------- |
| 1988                              | 1                                 | 7                                 | Tengernyi gond                           | Mr. Russell                       | James Ottaway                     | 1996                              |
| 1989                              | 2                                 | 4                                 | A cornwalli rejtély                      | Dr. Adams                         | Derek Benfield                    | 1996                              |
| 1990                              | 3                                 | 2                                 | Mi nyílik a kertedben?                   | Dr. Sims                          | Ralph Nossek                      | 1997                              |
| 1990                              | 3                                 | 8                                 | A spanyol láda rejtélye                  | Burgoyne                          | Peter Copley                      | 1997                              |
| 1991                              | 4                                 | 1                                 | Az ABC-gyilkosságok (1. magyar szinkron) | N/A                               | N/A                               | 1997                              |
| 1992                              | 5                                 | 2                                 | A másodhegedűs                           | Hans Meyer (hang)                 | N/A                               | 1997                              |
| 1992                              | 5                                 | 3                                 | A sárga írisz                            | Mr. Grove                         | Leonard Maguire                   | 1997                              |
| 1994                              | 6                                 | 1                                 | Poirot karácsonya (1. magyar szinkron)   | Simeon Lee                        | Vernon Dobtcheff                  | 1997                              |

| Columbo epizódjai | Columbo epizódjai | Columbo epizódjai | Columbo epizódjai                               | Columbo epizódjai   | Columbo epizódjai | Columbo epizódjai |
| Év                | Évad              | Epizód            | Epizódcím                                       | Szereplő            | Színész           | Szinkron év       |
| ----------------- | ----------------- | ----------------- | ----------------------------------------------- | ------------------- | ----------------- | ----------------- |
| 1971              | 1                 | 8                 | Gyilkosság tervrajz alapján                     | Ügyintéző           | Robert Gibbons    | 1992              |
| 1972              | 2                 | 6                 | Gyilkosság a műtőasztalon                       | Dr. Edmund Hidemann | Will Geer         | 1993              |
| 1972              | 2                 | 8                 | Kettős ütés (1. magyar szinkron)                | N/A                 | N/A               | 1976              |
| 1973              | 3                 | 6                 | Columbo és az MM7-es robot                      | Halottkém           | John Zaremba      | 1993              |
| 1975              | 5                 | 2                 | Diplomáciai védettség                           | Rendőrségi fotós    | Mike Lally        | 1993              |
| 1989              | 8                 | 1                 | Columbo a guillotine alatt (2. magyar szinkron) | Bert Spindler       | James Greene      | 1996              |

| Rendőrakadémia-sorozat | Rendőrakadémia-sorozat                          | Rendőrakadémia-sorozat       | Rendőrakadémia-sorozat | Rendőrakadémia-sorozat |
| Év                     | Cím                                             | Szereplő                     | Színész                | Szinkron év            |
| ---------------------- | ----------------------------------------------- | ---------------------------- | ---------------------- | ---------------------- |
| 1984                   | Rendőrakadémia (1. magyar szinkron)             | Eric Lassard parancsnok      | George Gaynes          | 1989                   |
| 1985                   | Rendőrakadémia 2. – Az első bevetés             | Henry Hurst rendőrparancsnok | George R. Robertson    | 1989                   |
| 1986                   | Rendőrakadémia 3. – Újra kiképzésen             | Henry Hurst rendőrparancsnok | George R. Robertson    | 1989                   |
| 1987                   | Rendőrakadémia 4. – Zseniális amatőrök az utcán | Henry Hurst rendőrparancsnok | George R. Robertson    | 1990                   |
| 1988                   | Rendőrakadémia 5. – Irány Miami Beach!          | Henry Hurst rendőrparancsnok | George R. Robertson    | 1990                   |

### Sorozatok
| Év        | Cím                                                          | Szereplő                             | Színész                 | Szinkron év |
| --------- | ------------------------------------------------------------ | ------------------------------------ | ----------------------- | ----------- |
| 1957-1958 | Zorro I-II/23-54. (1. magyar szinkron)                       | Don Alejandro de la Vega             | George J. Lewis         | 1994        |
| 1965      | Belphegor, avagy a Louvre fantomja 1-4. (3. magyar szinkron) | N/A                                  | N/A                     | 2002        |
| 1967      | Lagardère lovag kalandjai 1-6. (2. magyar szinkron)          | Caylus márki                         | Georges Douking         | 1989        |
| 1969      | Star Trek III.                                               | Mr. Atoz (23. részben)               | Ian Wolfe               | 1997        |
| 1971      | A juharlevél                                                 | Frontenak                            | Henri Virlojeux         | 1976        |
| 1973      | Kojak I. (2. magyar szinkron)                                | Mr. Polichek (2. részben)            | Norbert Schiller        | 1993        |
| 1974      | Petrocelli I. (2. magyar szinkron)                           | Csurgáspróba vizsgálója (6. részben) | N/A                     | 1998        |
| 1976      | Hazatérés egy idegen országba                                | Fries                                | Norbert Christian       | 1979        |
| 1976      | Rabszolgasors 1-15.                                          | Jayme                                | Almeida Santos          | 1986        |
| 1977      | Álarcban V.                                                  | Müller-Rapp                          | Herwart Grosse          | 1981        |
| 1978      | Emberrablók                                                  | Spraag                               | Ferdy Mayne             | 1983        |
| 1978      | Nád és mocsár                                                | Öreg Paloma                          | Alfredo Mayo            | 1980        |
| 1978      | Üzembe helyezés 1-3.                                         | Samarin                              | Nyikolaj Bojarszkij     | 1982        |
| 1978      | Veszélyes nyomozás                                           | N/A                                  | N/A                     | 1979        |
| 1979      | Forró szél                                                   | Sakkozó férfi                        | N/A                     | 1984        |
| 1979      | Mifelénk így szokás                                          | Mammarosa                            | Remo Remotto            | 1985        |
| 1980      | Egy szélhámos karrierje                                      | Roztocki                             | Igor Smialowski         | 1984        |
| 1981      | Wagner                                                       | Sulzer                               | Cyril Cusack            | 1983        |
| 1982      | Marco Polo                                                   | Öreg pásztor (3. részben)            | Andrew Keir             | 1984        |
| 1982      | Pumukli kalandjai I.                                         | Vilar úr                             | Fritz Pauli             | 1988        |
| 1982      | Tom, Dick és Harriet                                         | Bert                                 | Bartlett Mullins        | 1991        |
| 1983      | Ausztrál expressz I.                                         | Mr. Philips                          | Max Meldrum             | 1990        |
| 1984      | T.I.R.                                                       | Rudi                                 | Louis Ducreux           | 1987        |
| 1984-1986 | Szupernagyi                                                  | Black feltaláló                      | Bill Shine              | 1987-1991   |
| 1985      | A klinika I.                                                 | Sebastian Storch (15. részben)       | Carl-Heinz Schroth      | 1989        |
| 1985      | Knight Rider IV.                                             | Kék toll                             | Jerado Decordovier      | 1993        |
| 1985      | Polip II.                                                    | Ettore Ferretti                      | Sergio Fantoni          | 1990        |
| 1986      | A kisasszony                                                 | Dr. Joao Amorim (+ Szoó György)      | Cláudio Correa e Castro | 1994        |
| 1986      | Keresztutak                                                  | Edward                               | N/A                     | 1998        |
| 1986      | Magnum VII.                                                  | Francis „Jégcsákány” Hofstetler      | Elisha Cook, Jr.        | 1996        |
| 1987      | A mesemondó                                                  | Trükkös koldus                       | Walter Sparrow          | 1990        |
| 1988      | Pumukli kalandjai II.                                        | Schwertfeger úr (+ Komlós András)    | Hans Stadtmüller        | 1991        |
| 1988      | Pumukli kalandjai II.                                        | Preisslkofer úr                      | Georg Thomalla          | 1991        |
| 1989      | Vasalatlanok I.                                              | Alvin, bűvész                        | Ciccio Ingrassia        | 1995        |
| 1990      | A kis Nicholas úrfi                                          | Robinson                             | Jack Watson             | 1995        |
| 1990      | Mesék a kriptából II.                                        | Carlton Webster (8. részben)         | William Hickey          | 1993        |
| 1991      | Extralarge I. (1. magyar szinkron)                           | Groggy                               | Don Trautner            | 1992        |
| 1991      | Extralarge I. (1. magyar szinkron)                           | Klaus von Herrmann professzor        | N/A                     | 1992        |
| 1992-1993 | Time Trax – Hajsza az időn át                                | Pio atya                             | Basil Clarke            | 1998        |
| 1994      | Hegylakó III.                                                | Péter atya                           | David Longworth         | 1997        |
| 1998      | Paula és Paulina                                             | Don Panchito                         | Tito Guízar             | 1999        |
| 1998      | Titkok és szerelmek                                          | Agustín Gómez                        | N/A                     | 1999-2000   |
| 1999      | Pumukli a tengeren                                           | Puzzolino professzor                 | Shmuel Segal            | 2000        |

### Rajz- és animációs filmek
| Év   | Cím                                                     | Szereplő                                         | Szinkronhang     | Szinkron év |
| ---- | ------------------------------------------------------- | ------------------------------------------------ | ---------------- | ----------- |
| 1970 | Macskarisztokraták                                      | Georges Vén Kujon                                | Charles Lane     | 1994        |
| 1971 | Lucky Luke és a nagyváros                               | Mathias Bones                                    | Roger Carel      | 1997        |
| 1972 | A nagy Vörös Sárkány                                    | Mr. Gilvani                                      | N/A              | 1991        |
| 1972 | Fritz, a macska                                         | Alacsony tiszteles puma                          | N/A              | 1997        |
| 1976 | Asterix tizenkét próbája                                | Szenátor                                         | Roger Carel      | 1988        |
| 1976 | Hupikék törpikék és a csodafurulya (2. magyar szinkron) | Idős, süket férfi                                | Serge Nadaud     | 1988        |
| 1980 | Tizenkét hónap                                          | Professzor                                       | Nagai Icsiró     | 1982        |
| 1982 | A NIMH titka (2. magyar szinkron)                       | Mr. Ages                                         | Arthur Malet     | 2003        |
| 1982 | Az idő urai                                             | N/A                                              | N/A              | 1983        |
| 1983 | Lucky Luke – Szökésben a Daltonok (1. magyar szinkron)  | Sheriff                                          | Gérard Hernandez | 1992        |
| 1984 | Sivatagi kalandok                                       | Musa, Ali nagyapja                               | Michael Pate     | 1994        |
| 1987 | Alice varázslatos tükre                                 | Fehér lovag                                      | Alan Young       | 1993        |
| 1988 | Foxi Maxi és barátai                                    | Dr. Frankly Stein (archív felvétel)              | N/A              | 1994        |
| 1988 | Potyautasok a bárkán                                    | Noé                                              | Arnold Marquis   | 1990        |
| 1988 | Tapsi Hapsi és Dodó kacsa, a két videósztár csatája     | Mikulásnak álcázott Dodó kacsa (archív felvétel) | Mel Blanc        | 1991        |
| 1989 | A kis hableány                                          | Pap                                              | N/A              | 1990        |
| 1990 | Kacsamesék: Az elveszett lámpa kincse                   | Dagobert McCsip                                  | Alan Young       | 1991        |
| 1990 | Koldus és királyfi (1. magyar szinkron)                 | Haldokló király                                  | Frank Welker     | 1991        |
| 1991 | A világ bolondja és a repülő hajó története             | Öregember                                        | Maurice Denham   | 1997        |
| 1991 | Cindy meséi                                             | Funny                                            | Keith Scott      | 1992        |
| 1996 | Nyuszi mese                                             | Hopp nyúlkirály                                  | N/A              | 1998        |
| 1997 | Vacak, az erdő hőse                                     | Vadőr, Zsófi nagyapja                            | Dick Dayhuff     | 1997        |
| 1999 | Mickey egér – Volt egyszer egy karácsony                | Dagobert McCsip                                  | Alan Young       | 2000        |
| 2000 | Eszeveszett birodalom                                   | Ipi, az idős bozontos szemöldökös férfi          | N/A              | 2001        |
| 2000 | Tomi a vulkánszigeten                                   | Öreg remete                                      | N/A              | 2003        |

### Rajzfilm- és animációs sorozatok
| Év        | Cím                                          | Szereplő                           | Szinkronhang     | Szinkron év |
| --------- | -------------------------------------------- | ---------------------------------- | ---------------- | ----------- |
| 1962      | A Jetson család I. (1. magyar szinkron)      | N/A                                | N/A              | 1990        |
| 1963      | Magilla Gorilla show                         | N/A                                | N/A              | 1981        |
| 1965      | Atom Anti                                    | További szereplők                  | N/A              | 1989        |
| 1965      | Cukorfalat                                   | Seriff                             | N/A              | 1989        |
| 1965      | Mormogiék                                    | Jack, ügynökMormogi nagypapa       | N/A              | 1989        |
| 1971      | Rai, a dzsungel fia                          | Majara, a Taka törzs főnöke        | N/A              | 1994        |
| 1972      | Klasszikus mesék fesztiválja                 | Király, a herceg apja (2. részben) | N/A              | 1990        |
| 1972      | Klasszikus mesék fesztiválja                 | Charles Dickens (12. részben)      | N/A              | 1990        |
| 1975      | Maja, a méhecske I.                          | Öregúr                             | N/A              | 1991        |
| 1979      | Lili, a virágangyal                          | N/A                                | N/A              | 1999        |
| 1981-1983 | Könyvek könyve                               | További szereplők                  | N/A              | 1992-1993   |
| 1982      | A repülő ház                                 | Zakariás                           | N/A              | 1994        |
| 1983      | 80 nap alatt a Föld körül Willy Foggal       | Német hajótársaság elnöke          | N/A              | 1986        |
| 1983      | Alvin és a mókusok I.                        | Seville nagypapa                   | Alan Young       | 1989        |
| 1983      | Hupikék törpikék III.                        | Sellőkirály                        | N/A              | 1991        |
| 1985-1986 | Maci Laci kincset keres I-II/1-13.           | Gal Ádám                           | Paul Winchell    | 1991        |
| 1985-1991 | A gumimacik I-VI.                            | Keselyű király                     | Will Ryan        | 1991        |
| 1985-1991 | A gumimacik I-VI.                            | Sir Gallent                        | Michael Rye      | 1992        |
| 1985-1991 | A gumimacik I-VI.                            | Gnáron                             | Townsend Coleman | 1993        |
| 1986      | Mofli, az utolsó koala                       | Sir Brúnó Onil                     | Manuel Lázaro    | 1990        |
| 1986      | Óz, a nagy varázsló                          | Henry bácsi                        | Joda Eiszuke     | 1994        |
| 1986-1987 | Hupikék törpikék VI-VII.                     | Törpszakáll                        | Jonathan Winters | 1989-1994   |
| 1986-1989 | Dragon Ball                                  | Zseniális Teknős                   | Mijaucsi Kohei   | 1997        |
| 1987-1989 | Kacsamesék I-III.                            | Dagobert McCsip                    | Alan Young       | 1990-1994   |
| 1988      | A rongybabák kalandjai                       | Kelekótyák tanácsadója             | N/A              | 1991        |
| 1988      | Denver, az utolsó dinoszaurusz I/1-12.       | Öreg erdei remete                  | N/A              | 1990        |
| 1988      | Garfield és barátai I. (1. magyar szinkron)  | Furmányos úr                       | Gregg Berger     | 1994        |
| 1989      | Alfréd, a kacsa I.                           | Mr. Falco                          | N/A              | 1993        |
| 1989-1991 | Dragon Ball Z I-IV/1-121.                    | Zseniális Teknős                   | Mijaucsi Kohei   | 1998        |
| 1990      | A hosszúlábú apu                             | Herman Melnore                     | N/A              | 1995        |
| 1990-1991 | Balu kapitány kalandjai (1. magyar szinkron) | További szereplők                  | N/A              | 1997        |
| 1991      | Fecsegő tipegők I-II/1-26.                   | Lou Pickles nagypapa               | David Doyle      | 1994-1996   |
| 1992      | A nyomorultak (1. magyar szinkron)           | N/A                                | N/A              | 1995        |
| 1992      | Nyúl Péter és barátai (2. magyar szinkron)   | Szabó                              | N/A              | 1998        |
| 1993      | Animánia I.                                  | N/A                                | N/A              | 1995        |
| 1994      | Davy Crockett                                | Seriff                             | Roger Carel      | 1997        |
| 1994      | Rosszcsont Dani meg a dilidongók             | Mesélő                             | Zdeněk Smetana   | 1997        |
| 1996      | Szindbád fantasztikus utazásai               | Fontius király                     | N/A              | 1998        |
| 1996-1997 | Superman I-II.                               | N/A                                | N/A              | 1999        |
| 1997      | Sissi hercegnő I/7-26.                       | Börtönfoglár                       | N/A              | 2001        |
| 1997      | South Park I.                                | Marvin nagyapjának szelleme        | Trey Parker      | 2000        |
| 2000      | Bátor, a gyáva kutya II.                     | Homoki bálna                       | Arnold Stang     | 2004        |
| 2001      | Mickey egér klubja                           | Dagobert McCsip                    | Alan Young       | 2003        |
| 2001      | Tarzan legendája                             | N/A                                | N/A              | 2002        |
| 2003-2005 | Csillagok háborúja: Klónok háborúja          | N/A                                | N/A              | 2005        |
| 2010      | Fullmetal Alchemist: Testvériség             | Giolio Comanche (2 részben)        | Mijazava Tadasi  | 2010        |